# Bouchon d'oreille

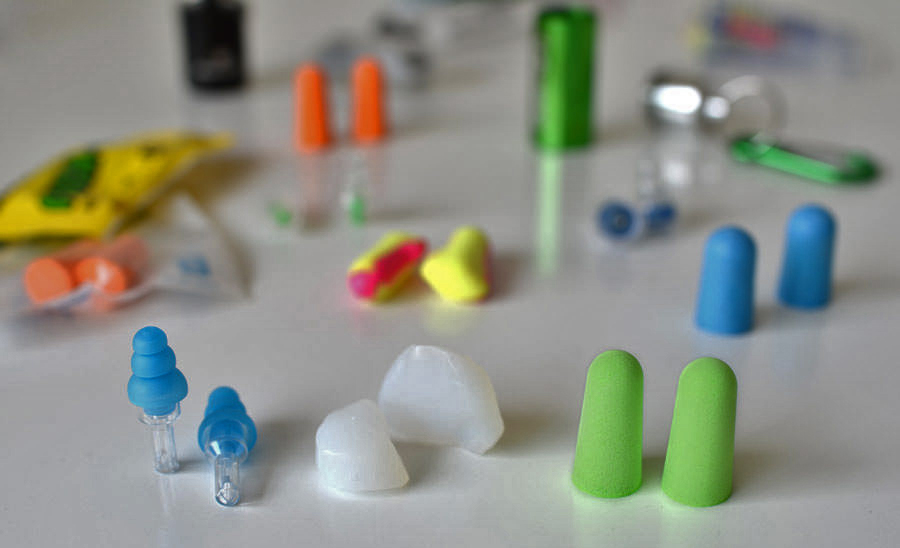
Bouchons d'oreille préformés (à gauche), bouchons d'oreille à façonner (au centre) et bouchons d'oreille en mousse enroulables (à droite).

Le bouchon d'oreille est un élément qui est introduit dans le conduit auditif qui peut être jetable ou réutilisable, standard ou sur mesure.

## Histoire
La première utilisation de bouchons d'oreilles en cire est mentionnée dans l’Odyssée, lorsque l'équipage d’Ulysse utilise ce procédé pour éviter d'être distrait par le chant des Sirènes. En 1921 est créée l'entreprise Quies, qui fabrique les boules éponymes.

## Classification

### Bouchon standard à façonner

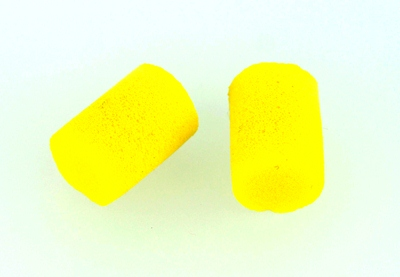
Bouchons à façonner.

Ce type de bouchon est à façonner par l’utilisateur, réalisé en matériaux compressibles (mousse, fibre…) normalement hypoallergéniques et de couleurs vives pour un repérage facile dans l’oreille. Ils sont produits sous diverses formes: cylindres, cônes, cônes évasés et devront être écrasés avant leur introduction dans le conduit auditif. Après insertion, il se dilate pour fermer le conduit de manière étanche. Il est, en règle générale, à usage unique et sa mise en place doit être réalisée avec des mains propres,,.
Ils présentent divers avantages, tel que les faibles coûts et un meilleur ajustement en comparaison aux bouchons de plastique. Il est cependant primordial de respecter les recommandations en lien avec l’insertion de ceux-ci afin que l’atténuation maximale soit atteinte. L’atténuation de ces bouchons se fait davantage sur les hautes fréquences que les basses fréquences. Les niveaux d'affaiblissement certifiés CE selon les modèles vont de 21 dB à 37 dB de SNR.

### Bouchon standard préformé

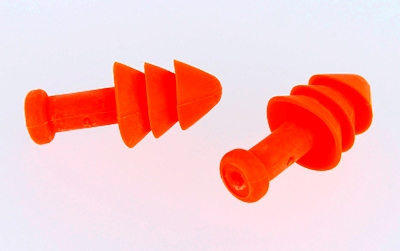
Bouchons préformés.

Disponible en deux ou trois tailles pour mieux s’adapter à la morphologie des conduits auditifs, il est réalisé en silicone ou en caoutchouc. Il peut être inséré dans le conduit auditif sans mise en forme préalable. Il est réutilisable et de ce fait devra être nettoyé régulièrement.
Les niveaux d'affaiblissement certifiés CE selon les modèles vont de 15 dB à 35 dB de SNR.
Les bouchons préformés pour musicien sont composés de trois couches et sont fabriqués à l’aide de matériaux mous, durables et non-irritants. Ils offrent une réduction modérée du bruit tout en maintenant la qualité sonore. Cela est possible grâce à un résonateur accordé et à une résistance acoustique. Ces composantes réduisent le son de façon relativement égale sur l’ensemble des fréquences jusqu’à environ 6k Hz. Ces bouchons sont moins dispendieux qu’un embout fait sur mesure mais n'apportent pas la même équivalence d'atténuation sur l’ensemble des fréquences qu’offre ce dernier.

### Bouchon standard avec arceau

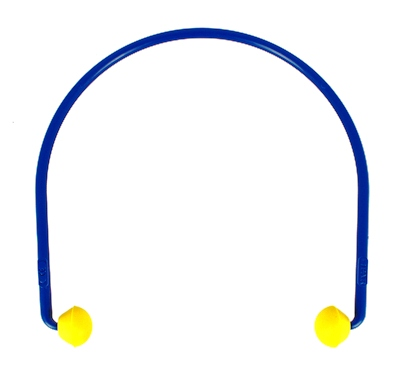
Bouchons avec arceau.

De type à façonner ou préformé, sa particularité est de relier les deux bouchons par un arceau en matière plastique à placer sous le menton ou derrière la tête ; cet arceau a pour objectif de presser les bouchons dans l’oreille. Son utilisation est en général réservée aux usages intermittents et de courtes durées.
Les niveaux d'affaiblissement certifiés CE selon les modèles vont de 21 dB à 27 dB de SNR.

### Bouchon sur mesure

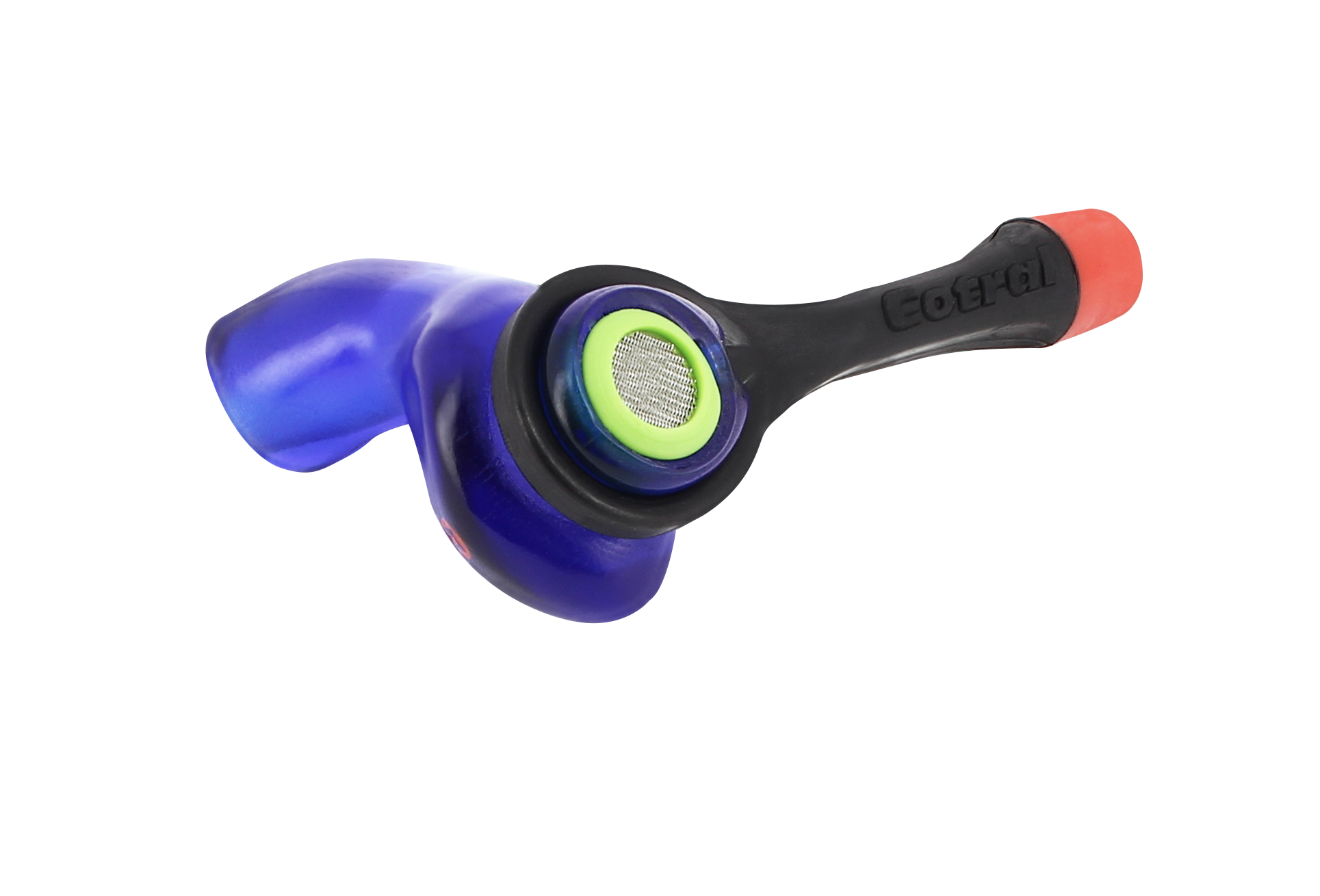
Bouchons sur mesure.

Réalisé à partir d’une empreinte d’oreille du futur utilisateur, il est fabriqué en silicone (souple) ou en vinyle de qualité médicale ou encore en résine acrylate (dure). Le volume d’air dans son conduit joue un rôle de masse acoustique dans le bouchon. La majorité de ces protecteurs est équipée de filtres acoustiques passifs. Ceux-ci sont munis d’un diaphragme en plastique fin et jouent un rôle d’admittance acoustique dans le bouchon. Plus la rigidité du diaphragme est augmentée, plus le son est atténué par le bouchon ce qui permet d’offrir un niveau d’affaiblissement adapté à l'utilisateur et à son exposition sonore. La spécificité du "sur mesure" engendre un investissement plus important mais également un confort optimal. Il est réutilisable et de ce fait devra être nettoyé régulièrement. Ces bouchons ont une durée de vie allant généralement de 4 à 5 ans.
Les niveaux d'affaiblissement certifiés CE selon les modèles vont de 15 dB à 33 dB de SNR. Les filtres sont interchangeables sur l’embout et offrent les différents niveaux d’atténuation suivants :
- « Atténuation de 9 dB pour les basses fréquences et jusqu’à 15 dB d’atténuation pour les hautes fréquences ».
- « Atténuation de 15 dB sur toutes les fréquences ». L’écoute de la musique à travers ces bouchons reproduit l’expérience originale   mais en moins forte. Conçu pour les contextes où le volume équivaut à 105 dB(A) ou moins.
- « Atténuation de 25 dB sur toutes les fréquences ». Conçu pour les musiciens exposés à des niveaux de bruit élevés (comme les batteurs et les rocker) où le volume se trouve entre 105 et 120 dB(A).

Cette catégorie de bouchon de protection est typique chez les musiciens. En effet, la combinaison de l’embout sur mesure avec le filtre offre une résonance équivalente à celle d’une oreille sans bouchon et l’atténuation équivalente sur l’ensemble des fréquences permet une retransmission atténuée du son mais sans distorsion pour la musique.
Le bouchon sur mesure à embout ouvert est muni d’une valve ajustable sur sa longueur. Il a pour effet d’atténuer les hautes fréquences sans en modifier les basses. L’atténuation en fonction de la fréquence varie selon le diamètre d’ouverture de l’embout. Dans la position la plus ouverte, (3 mm) l’embout laisse passer les sons allant jusqu’à 2k Hz et fournit une « atténuation d’environ 20 dB » pour les fréquences plus élevées. En position fermée, « cette atténuation atteint à peu près 28 dB ». La résonance de la masse d’air dans la valve a aussi pour effet d’augmenter légèrement les sons autour de 500 Hz. Ce type de bouchon peut être utilisé par les chanteurs voulant contrôler leur voix ou par des musiciens jouant d’un instrument émettant des sons plus graves en fréquence (comme le violoncelle). De plus, si l'empreinte de l’embout a bien été réalisée,  l’effet d’occlusion est fortement réduit avec ce type de bouchon. L’empreinte doit en effet être réalisée par un professionnel qualifié et le bouchon doit être certifié CE.